# FC Thionville
Der FC Thionville war ein französischer Fußballverein aus der lothringischen Stadt Thionville (dt. Diedenhofen).

## Geschichte

### 1905–1945
Der Verein wurde 1905 als Fußball-Club Diedenhofen gegründet, als Thionville auch offiziell noch Diedenhofen hieß und als Teil des Reichslandes Elsaß-Lothringen zum deutschen Kaiserreich gehörte. Nach dem Ersten Weltkrieg wurde der Verein umbenannt in La Sportive Thionvilloise und konnte erstmals in der Saison 1922/23 die Lothringen-Meisterschaft gewinnen. Dieser Erfolg konnte 1924/25 und 1927/28 wiederholt werden. 1924/25 und 1928/29 gewann LST den regionalen Pokalwettbewerb um die Challenge de Wendel.
Während des Zweiten Weltkriegs wurde Thionville im Juli 1940 von den Deutschen erobert und die Stadt fiel dem Reichsgau Westmark zu. Außerdem wurde der Verein in TSG Diedenhofen umbenannt und spielte fortan in der Kreisklasse Westlothringen, der damaligen zweiten Liga. Um das Deutschtum zu fördern, wurden Spieler aus Saarbrücken, Metz und Kaiserslautern in die dortigen lokalen Vereine versetzt. Für Diedenhofen spielte von April bis Juni 1943 der damals 23-jährige Fritz Walter in einigen wenigen Ligaspielen mit. Doch mit der Rückeroberung der Gebiete durch die Alliierten 1944/1945 endete der Ligabetrieb und die Vereine wurden wieder in den französischen Fußballverband eingegliedert.

### 1945–1976
Erst 1954 kehrte der FC Thionville wieder in die höchste regionale Amateurliga, die Division d’Honneur, zurück. Nach sechs weiteren Jahren erfolgte der Aufstieg in die landesweite Amateurspielklasse, das Championnat de France Amateur (CFA). Ab 1962 wurden in der Stadt großzügige Sportanlagen gebaut, darunter ein Stadion für 12.000 Zuschauer. Allerdings hielt sich der FC nur zwei Jahre in der CFA und verbrachte die nächsten Jahre wieder in der Division d’Honneur. Es gelang lediglich dreimal der Gewinn des lothringischen Pokalwettbewerbs, nämlich 1963/64, 1973/74 und 1975/76.

### 1976–1981
Ab Mitte der 1970er Jahre hatte der FC Thionville seine erfolgreichste Zeit, stieg 1977 in die dritte und zwei Jahre darauf sogar in die Division 2 auf. Dort allerdings hielt die Mannschaft sich lediglich zwei Spielzeiten. In der Coupe de France konnte man 1980/81 ins Achtelfinale einziehen, unterlag dort allerdings dem FC Martigues im Wiederholungsspiel mit 0:3, nachdem das erste Spiel 2:2 n. V. endete.

### 1981–2021
Seit dem Abstieg aus dem professionellen Fußball ist der Verein nur noch im Amateurbereich zu finden. 2008 konnte man den regionalen Coupe de Lorraine gewinnen und ein Jahr später die Meisterschaft der Division d’Honneur Lorrain. Die letzte eigenständige Saison 2020/21 spielt der Verein in der siebtklassig Regional 2 Lorraine. Am 3. Mai 2021 fusionierte der FC Thionville dann mit seinem Stadtrivalen Thionville AS Portugais Saint-François zur US Thionville Lusitanos, welche in der Régional 1 Homiris starteten.

## Ehemalige bekannte Spieler
- Patrick Barth
- Stéphane Borbiconi
- Nico Braun
- Philippe Gaillot
- Daniel Gomez
- Cyrille Pouget
- Fritz Walter

## Trainer des Vereins
| Zeit      | Name                 |
| 1976–1979 | Rolland Ehrhardt     |
| 1979      | Robert Szczepaniak   |
| 1980–1981 | Pierre Flamion       |
| 1983–1987 | Pawel Chodakowski    |
| 1987      | Branko Tucač         |
| 1987–1992 | Roméo Roncen         |
| 1992–2000 | José Souto           |
| 2000–2001 | Gabriel Dalvit       |
| 2001–2003 | Pascal Raspollini    |
| 2003–2006 | Patrick Libot        |
| 2006–2007 | Gabriel Dalvit       |
| 2008–2009 | Eric Brusco          |
| 2009–2012 | Christophe Borbiconi |
| 2012–2018 | Manuel Cuccu         |
| 2018–2019 | Jeremy Deichelbohrer |
| 2019      | David Fanzel         |
| 2020–2021 | Arnaud Szymanski     |

## Erfolge
- Meister der lothringischen Division d’Honneur: 1923, 1925, 1928, 1961, 1977, 2009